# Cédric Vasseur
Cédric Vasseur (Hazebrouck, Nord-Pas-de-Calais, 18 de agosto de 1970) é um exciclista francês. Estreiou como profissional em 1994 na equipa Novemail. A sua primeira vitória profissional chegou-lhe no Tour de France de 1997 após uma escapada em solitário. Esta vitória permitiu-lhe levar o maillot amarelo durante 5 dias.
É filho do ciclista profissional Alain Vasseur, quem obteve uma vitória de etapa no Tour de France de 1970.
Foi o presidente da Associação de Ciclistas Profissionais durante 2 anos. A partir da temporada 2018 converteu-se em director geral da equipa Cofidis.

## Palmarés
| 1993 - 1 etapa do Tour de l'Avenir 1994 - Tour de Rhénanie-Palatinat 1996 - 1 etapa do Grande Prêmio de Midi Livre 1997 - 1 etapa do Tour de France 1999 - 1 etapa do Circuit de Sarthe - 3º no Campeonato da França em Estrada 2002 - 1 etapa dos Quatro Dias de Dunquerque - Grande Prêmio de Isbergues | 2003 - 1 etapa do Dauphiné Libéré - Paris-Corrèze, mais 1 etapa - 1 etapa do Tour de Limusino - Tour de Hesse, mais 1 etapa 2004 - 1 etapa do Tour de Limusino - 1 etapa do Tour de l'Ain 2006 - Grande Prêmio de Isbergues 2007 - 1 etapa do Tour de France |

## Resultados nas grandes voltadas
| Carreira           | 1994 | 1995 | 1996 | 1997 | 1998 | 1999 | 2000 | 2001 | 2002 | 2003 | 2004 | 2005 | 2006 | 2007 |
| ------------------ | ---- | ---- | ---- | ---- | ---- | ---- | ---- | ---- | ---- | ---- | ---- | ---- | ---- | ---- |
| Giro d'Italia      | -    | -    | -    | -    | -    | -    | -    | -    | -    | -    | -    | 54º  | -    | -    |
| Tour de France     | -    | -    | 69º  | 40º  | 24º  | 83º  | 52º  | -    | 55º  | 97º  | -    | 44º  | 95º  | 55º  |
| Volta a Espanha    | -    | 69º  | -    | 45º  | Ab.  | -    | -    | -    | -    | -    | 36º  | -    | -    | -    |
| Mundial em Estrada | -    | -    | -    | 19º  | 46º  | -    | -    | -    | 53º  | 27º  | -    | 92º  | -    | -    |

-: não participa

Ab.: abandono

## Equipas
- Novemail-Histor (1993-1994)
- GAN/Crédit Agricole (1995-1999)
  - GAN (1995-1998)
  - Crédit Agricole (1998-1999)
- US Postal Service (2000-2001)
- Cofidis, lhe Crédit par Téléphone (2002-2005)
- Quick Step-Innergetic (2006-2007)